# Indendørs fodbold
Indendørs fodbold er en af de mest foretrukne sportsgrene om vinteren, hvor der spilles på en håndboldbane med de dertilhørende håndboldmål.
Hvert år afholdes Inde-DM i fodbold (officielt Danmarksmesteskab arrangeret af DBU) og Uofficielt Danmarksmesterskab i indendørs fodbold for alle superligaholdene i Brøndby hallen. 
Reglerne til Danmarksmesterskabet følger DBU's Spilleregler for indefodbold (se eksterne links).

## Eksterne links
- Spilleregler for Indefodbold på DBU's hjemmeside